# 杜嘉慶
杜嘉庆（？年—？年），字龍徵，山东兖州府嘉祥县人。明末政治人物。

## 生平
崇祯三年（1630年）庚午科山东乡试舉人，四年（1631年）联捷辛未科进士，都察院观政后，五年授虞城县知县，调任完县，七年考察，八年升户部四川司主事，管理象房、草场，十年管浒墅钞关，十一年升户部云南司员外郎。死后葬于花林山之東，左懋第撰写他的墓表。
弟杜嘉佑，字子宜，顺治十五年副贡。子杜貞恒。